# Gospodarstvo Austrije
Austrija je jedna od 12 najbogatijih država svijeta što se tiče BDP-a po stanovniku. Ima vrlo dobro razvijenu ekonomiju i visoke životne standarde.

## Poljoprivreda
- 17,5 % površine Austrije su njive, 0,8% voćnjaci i vinogradi i 24,3 % travnjaci i pašnjaci.

Glavne kulture su: ječam, pšenica, kukuruz, šećerna repa, krumpir i krmno bilje.
U stočarstvu je najznačajnije govedarstvo a na planinskim pašnjacima ovčarstvo. Osim govedarstva i ovčarstva, značajno je i svinjogojstvo i peradarstvo. Razvijeno je i voćarstvo i vinogradarstvo.

## Šumarstvo
Austrija ima 3,6 mil ha šuma. U austrijskim šumama prevladavaju četinjače 80% (smreka i ariš), a drugdje je bukva.

## Rudarstvo i energetika
Austrija ima rudno bogatstvo prije svega željeznu rudu, magnezit, grafit i kamenu sol. 2/3 električne energije dobivaju iz brojnih hidro elektrana (HE). Termoelektrane su u većim gradovima i njihovoj okolici osobito oko Beča. Većinu električne energije dobivaju iz zemnog plina i ulja za loženje.

## Industrija
Austrija ima visokorazvijenu raznoliku industriju:
- tešku industriju (proizvodnja željeza,strojogradnja, metalna i kemijska industrija), velik dio su 1980-tih i 1990-tih privatizirane.
- crnu i obojenu metalurgiju (proizvodnja željeza, čelika, aluminija, bakra) koja je uglavnom u državnom vlasništvu.
- elektrotehničku i elekrtroničku industriju,
- prehrambenu industriju,
- drvnu industriju,
- tekstilnu i druge industrije.

## Turizam
Austrija svake godine bilježi oko 18. milijuna turističkih posjeta, više od polovice iz Njemačke. Zimi je to skijaški turizam a ljeti alpska jezera, seoski turizam i planinarenje. Značajna turistička središta su stari povijesni gradovi Beč i Salzburg.